# Ouverture à l'italienne
En musique classique, on appelle ouverture à l'italienne une sorte d'ouverture (pièce introductive d'un opéra) dont la forme, introduite en Italie au XVIIIe siècle par Alessandro Scarlatti (dès L'Eraclea, Naples 1700), se calque sur le schéma en trois parties suivant :
- la première, rapide, plus mélodique que polyphonique,
- la deuxième, lente et majestueuse,
- la troisième reprenant la première partie.

Elle est en cela l'inverse exact de l'ouverture à la française. De même le style est plutôt homophone pour l'ouverture italienne alors qu'elle est plutôt polyphonique dans l'ouverture à la française. On considère souvent que la symphonie est dérivée de l'ouverture italienne : chez Vivaldi, l'ouverture d'opéra et la sinfonia sont de structure analogue — ce sont des pièces interchangeables.

## Exemples
- Divertimento k.136 en ré majeur de Mozart